# Шарль Ардан дю Пік
Шарль Жан Жак Жозеф Ардан дю Пік (фр. Charles Jean Jacques Joseph Ardant du Picq; 19 жовтня 1821 — 18 серпня 1870) — французький армійський офіцер і військовий теоретик середини XIX століття, чиї праці, як вони пізніше інтерпретувалися іншими теоретиками, мали великий вплив на французьку військову теорію та доктрину.

## Життя та кар'єра
Ардан дю Пік народився в Періге, Дордонь 19 жовтня 1821 року. 1 жовтня 1844 року, після закінчення Спеціальної військової школи Сен-Сір, він отримав звання молодшого лейтенанта в 67-му полку. Капітаном він брав участь у французькій експедиції до Варни (квітень–червень 1853) під час Кримської війни, але захворів і був відправлений додому. Після одужання він знову приєднався до свого полку під Севастополем (вересень).
Переведений до 9-го батальйону "Chasseurs a Pied" у грудні 1854 року, він був захоплений під час штурму центрального бастіону Севастополя у вересні 1855 року. Він був звільнений у грудні 1855 року та повернувся на дійсну службу. Як майор 16-го батальйону Chasseur, Ардан дю Пік служив у Сирії з серпня 1860 року по червень 1861 року під час французької інтервенції для відновлення порядку під час маронітсько-друзької міжконфесійної війни.
Як і практично всі його однолітки, він також багато служив в Алжирі (1864–66), а в лютому 1869 року був призначений полковником 10-го лінійного піхотного полку. Він був у Франції на початку війни з Пруссією 15 липня 1870 року і прийняв командування своїм полком, Десятим лінійним полком. Він помер 18 серпня 1870 року у військовому госпіталі в Меці від поранень, отриманих у битві при Марс-ла-Тур.

## «Бойові дослідження»: дю Пік як військовий теоретик

### Передумови
Хоча про його життя відомо порівняно мало, невелика кількість праць Ардана дю Піка здобула йому місце в рядах великих військових теоретиків. До того, як дю Пік почав свої знамениті рукописи, французькі військові значною мірою покладалися на праці колишнього начальника штабу барона Антуана-Анрі Жоміні, коли йшлося про війну. До своєї смерті дю Пік вже опублікував Combat antique (давня битва), який пізніше був розширений з його рукописів у класичний "Дослідження бойових дій: бій давній та сучасний" (фр. Études sur les combat: Combat antique et moderne), часто згадуваний під своєю загальною англійською назвою "Battle Studies" («Бойові дослідження»). Ця робота була частково опублікована в 1880 році посмертно, а повний текст не з'явився до 1902 року. Труднощі, пов'язані з реформуванням французької армії та її організацією, широко обговорювалися, і на його роботу посилалися, і вона була дуже популярною серед армії під час Першої світової війни.

## Натхнення «Бойових досліджень»
Як головне джерело натхнення для дю Піка, його земляк з Періге маршал Томас Бюжо був відповідальний за підтримку його у його розважливому та об'єктивному погляді на військові операції. Досвід Бюжо з маршалом Суше, високоповажним колишнім генералом Наполеона, справив на маршала незабутнє враження, яке було передано дю Піку. Ад'ютант маршала Бюжо, Луї Жуль Трошю, став ще одним джерелом натхнення завдяки своїй роботі "Французька армія в 1867 році" (фр. L'Armée Française en 1867), в якій Трушю наголошував на психологічних труднощах у війні.

## Військові теорії
Його головним інтересом були моральні та психологічні аспекти бою, як він сам писав про поля битв свого часу: «Солдат часто невідомий своїм найближчим товаришам. Він втрачає їх у дезорієнтуючому диму та сум'ятті бою, який він веде, так би мовити, сам. Згуртованість більше не забезпечується взаємним спостереженням». Ардан дю Пік також не нехтував вирішальним значенням сучасної вогневої потужності, зазначаючи, що для нападника необхідно «застосовувати вогонь до останньої можливої миті; інакше, враховуючи сучасну скорострільність, жодна атака не досягне своєї мети». Незважаючи на ці слова, значна частина його роботи пізніше була використана для допомоги в обґрунтуванні доктрини offensive à outrance, що ґрунтувалася на його твердженні, що «наступ за будь-яку ціну». Що відокремлювало вірування дю Піка від цієї нової ідеї, так це те, що тоді як дю Пік враховував відмінності в позиціях і обставинах противника в мистецтві маневру, «наступ за будь-яку ціну» не робив такої різниці, роблячи наступ переможним незалежно від того, як він застосовується. Ця разюча відмінність від теорії дю Піка була висунута головним чином полковником де Грандмезоном.

## Оцінка
Загалом, Ардан дю Пік був талановитим аналітиком, і, якби він жив, він здобув би чудову репутацію військового історика. Його аналіз наголошував на життєво важливому значенні, особливо в сучасній війні, дисципліни та згуртованості підрозділу. Разом із Карлом фон Клаузевіцем він мав великий вплив у Франції після поразки французької армії у франко-прусській війні, і їхня увага до психологічних та поведінкових факторів у бою була визнана надзвичайно важливою. Моральний аспект війни, який пропагував дю Пік, був пізніше поширений у працях маршала Фердинанда Фоша, в яких він також дійшов висновку, що технологічний прогрес не може змінити людську природу та те, як люди реагують на війну.